# Дронов Сергій Володимирович
Сергій Володимирович Дронов (нар. 11 серпня 1962, сел. Алмазівка, Ровеньківський район, Ворошиловградська область, УРСР, СРСР) — російський воєначальник. Командувач військово-повітряних сил — заступник головнокомандувача Повітряно-космічними силами Російської Федерації з 2019 року. Заступник Головнокомандувача Повітряно-космічними силами (2015–2019), генерал-лейтенант (2014).

## Біографія
Народився 11 серпня 1962 року у селищі Алмазівка Ровеньківського району Ворошиловградської області Української РСР.
У 1983 році закінчив Єйське вище військове авіаційне училище льотчиків імені В. М. Комарова. У вересні 1981 Сергій Дронов, будучи курсантом другого курсу Єйського вищого військового авіаційного училища льотчиків імені В. Н. Комарова, у складі пари навчально-тренувальних літаків Л-29 відпрацьовував техніку пілотування в районі міста Батайськ Ростовської області. Його літак Л-29 перебував на висоті 1200 м, коли в повітрозабірник літака потрапив птах. Результатом влучення стала зупинка єдиного двигуна. Зв'язавшись по радіозв'язку з керівником польотів, курсант Дронов доповів про те, що сталося. Із землі пішла команда застосувати зустрічний запуск. Після низки спроб спроби запуску двигун не запустився. Варіант катапультування пілота був виключений, зважаючи на перебування літака над житловим районом міста Батайськ, падіння машини неминуче призвело б до людських жертв на землі. Оцінивши ситуацію, курсант Дронов вирішив саджати літак із прибраними шасі на скошене поле за містом. Запитавши дозвіл у керівника польотів, пілот приступив до планомірного зниження. Посадка на полі пройшла досить м'яко, навантаження склало 1,2 g. Із прибраними шасі літак благополучно приземлився на черево, прооравши по землі кілька десятків метрів. «Історія авіації знає випадки, коли в аналогічних ситуаціях навіть досвідчені льотчики не могли посадити машину і гинули». У березні 1982 року указом Президії Верховної Ради СРСР, за виявлені мужність та героїзм, курсант С. В. Дронов був нагороджений орденом Червоної Зірки. То був рідкісний випадок нагородження орденом курсанта.
З 1983 по 1990 роки служив льотчиком винищувально-бомбардувального авіаційного полку в Білоруському військовому окрузі.
У 1992 закінчив Військово-повітряну академію імені Ю. А. Гагаріна, в 2007 — Військову академію Генерального штабу Збройних Сил.
Проходив службу в авіаційних частинах Північно-Кавказького та Далекосхідного військових округів. Був льотчиком, командиром ланки, заступником командира авіаційної ескадрильї, заступником командира авіаційного полку з льотної підготовки, заступником командира та командиром авіаційного полку.
У 2008 році був призначений командиром 303-ї змішаної авіаційної Смоленської дивізії ДВО.
У серпні 2009 року призначений на посаду заступника командувача, а з жовтня 2010 року — командувачем 3-м командуванням ВПС та ППО.
У 2013 році призначений заступником Головнокомандувача ВПС. Військове звання генерал-лейтенант присвоєне Указом президента Росії 11 серпня 2014 року.
З 1 серпня 2015 року у зв'язку з формуванням Повітряно-космічних сил призначений на посаду заступника Головнокомандувача ВКС Росії.
Із 30 вересня 2015 року здійснював керівництво авіаційним угрупуванням ВКС Росії у Сирії. Із 26 вересня до 22 листопада 2017 року виконував обов'язки Головнокомандувача Повітряно-космічними силами за посадою.
У 2019 році призначений Командувачем військово-повітряних сил — заступником головнокомандувача Повітряно-космічними силами Російської Федерації.
Має кваліфікацію військовий льотчик-снайпер. Загальний наліт — понад 2000 годин. Освоїв понад десять типів авіатехніки, у тому числі фронтові бомбардувальники Су-24М та транспортні літаки Ан-72.

## Нагороди
- Орден Жукова[4];
- Два ордени Мужності;
- Орден «За військові заслуги»;
- Орден Червоної Зірки (березень 1982) — за виявлені мужність і героїзм при порятунку соціалістичного майна (несправного літака);
- Медаль «70 років Збройних Сил СРСР» (1988);
- Відомчі та громадські медалі Російської Федерації;
- Почесне звання «Заслужений військовий льотчик Російської Федерації».